# Тхамбилувил
Тхамбилувил  (англ. Thambiluvil, там. தம்பிலுவில் ) — прибрежный город в восточной провинции Шри-Ланки. Он находится примерно в 8 км к югу от Аккарайпатту, севернее города Тхирукковил. Ранее находился в округ Баттикалоа, теперь входит в подразделение ОС Тхирукковил округа Ампара в Восточной провинции. Жители, в основном тамилы и индусы. Их основным источником дохода является сельское хозяйство. С 1960 года люди стали стараться получить образование для работы в других сферах экономики. Это место известно своими храмами и древней тамильской культурой. Существует храм Муруган: Шри Ситхравалайутха Сувами Ковил. Так же в городе есть известное учебное заведение — Национальный колледж Тхамбилувил (TMMV — Thambiluvil Madhya Maha Vidyalaya).
Тхамбилувил серьезно пострадал от цунами 26 декабря 2004 года. В связи с цунами, многие потеряли своё имущество, включая дома, скот и рисовые поля. Люди возвратились к нормальной жизни благодаря помощь от правительства и неправительственных организаций.
Издревне важную роль в местном самоуправление играет система Кути, ответственная за брачные обряды и управление храмами. Глава храма Муруган выбирается только из «Канданг Кути».

## Храмы
- Храм Тхамбилувил Шри Каннаки амман
- Храм Тхамбилувил Шри Сивалинга Пиллаяр
- Храм Тхамбилувил Шри Ситхи Винаякар
- Храм Тхамбилувил Тхаалаяди Сиван
- Тхамбилувил Каяфри пидам